# كارلوس مانويل (لاعب كرة قدم)
كارلوس مانويل (بالإسبانية: Carlos Manuel Gouveia Gonçalves) هو لاعب كرة قدم فنزويلي، ولد في 17 نوفمبر 1992 في ماراكاي في فنزويلا. لعب مع نادي أونياو دا ماديرا.

## وصلات خارجية
- كارلوس مانويل على موقع قاعدة بيانات كرة القدم.إي يو (الإنجليزية)
- كارلوس مانويل على موقع Soccerway.com (الإنجليزية)
- كارلوس مانويل على موقع AS.com (الإسبانية)